# Barsbüttel
Barsbüttel er en by i det nordlige Tyskland, beliggende under Kreis Stormarn i den sydøstlige del af delstaten Slesvig-Holsten.

## Geografi
Kommunen Barsbüttel ligger lige øst for kommunegrænsen til Hamborg i den sydlige ende af landkreisen. Bækken Barsbek løber gennem byen, og løber ud i Schleemer Bach et lille stykke på den anden side af grænsen til Hamborg.
I kommunen ligger ud over Barsbüttel, landsbyerne Stellau, Stemwarde og Willinghusen.
Motorvejene A1 (Oldenburg in Holstein – Saarbrücken) og A24 (Hamborg – Berlin) krydser hinanden lige syd for byen i Autobahnkreuz Hamburg-Ost.